# Pavel Kašník
Pavel Kašník (* 6. srpna 1964 Brno) je český politik, právník a podnikatel, od roku 2021 poslanec Poslanecké sněmovny PČR, od roku 2020 zastupitel Jihomoravského kraje, v letech 2006 až 2018 místostarosta obce Hlohovec na Břeclavsku, člen ODS.

## Život
Vystudoval Gymnázium Vídeňská Brno a následně Právnickou fakultu Masarykovy univerzity (získal titul JUDr.). V letech 1993 až 2019 se živil jako OSVČ v oboru stavebnictví.
Pavel Kašník žije v obci Hlohovec na Břeclavsku. Je ženatý, má jednoho syna. Mezi jeho záliby patří rodina, cestování, hudba a vaření.

## Politické působení
V komunálních volbách v roce 2006 byl zvolen jako nestraník za ODS zastupitelem obce Hlohovec. V roce 2007 vstoupil do ODS, od roku 2011 je místopředsedou Oblastního sdružení ODS Břeclav. Mandát zastupitele obce obhájil ve volbách v letech 2010 a 2014 (lídr kandidátky). Ve volbách v roce 2018 již nekandidoval. Zároveň byl v letech 2006 až 2018 i místostarostou obce.
V krajských volbách v roce 2012 kandidoval za ODS do Zastupitelstva Jihomoravského kraje, ale neuspěl. Zvolen nebyl ani ve volbách v roce 2016. Uspěl až ve volbách v roce 2020 jako člen ODS na kandidátce subjektu „ODS s podporou Svobodných a hnutí Starostové a osobnosti pro Moravu“. Působí jako člen výboru sociálního a zdravotního a člen výboru pro regionální rozvoj.
Ve volbách do Poslanecké sněmovny PČR v roce 2017 kandidoval za ODS v Jihomoravském kraji, ale neuspěl. Ve volbách do Poslanecké sněmovny PČR v roce 2021 kandidoval z pozice člena ODS na 6. místě kandidátky koalice SPOLU (tj. ODS, KDU-ČSL a TOP 09) v Jihomoravském kraji. Získal 6 424 preferenčních hlasů a stal se poslancem.
V krajských volbách v září 2024 kandidoval jako člen ODS v rámci koalice „SPOLU“ (tj. ODS, KDU-ČSL a TOP 09) do Zastupitelstva Jihomoravského kraje. Mandát krajského zastupitele se mu podařilo obhájit.